# قشلاق حاج أبيش حاج رجب (مقاطعة بيله سوار)
قشلاق حاج أبیش حاج رجب (بالفارسية: قشلاق حاج‌ابیش حاج رجب) هي منطقة سكنية تقع في إيران في أردبيل.